# サタノファニ
『サタノファニ』 (SATANOPHANY) は、山田恵庸による日本の漫画作品。『週刊ヤングマガジン』（講談社）にて、2017年15号から2023年34号まで連載され、その後『ヤンマガWeb』に移籍し、同年9月6日より連載中。

## 概要
作者が『イブニング』（講談社）で連載していた『DEATHTOPIA』の連載終了から4か月後に『週刊ヤングマガジン』へ移籍し、連載が開始された。無自覚のうちに凶悪殺人を犯して孤島の女子刑務所へ収容された普通の女子高生をヒロインとして、少女ばかりの受刑者たちとの物語が描かれる。
青年誌ならではのグロテスク描写やセクシー描写は『DEATHTOPIA』に続いて本作にも盛り込まれている。公式サイトに「サスペンス×エロス×ヴァイオレンス」と掲げており、『DEATHTOPIA』では避けられていた直接的な描写が盛り込まれているほか、単行本化の際にページ単位で加筆している箇所もある。
公式Twitterによれば、作者は本作を1年以上前から企画していたそうである。なお、作者の過去作の登場人物が、名前や設定を一部変えつつスターシステムで主要人物などに登場している。
タイトル名の "satanophany" は古代ギリシア語に由来する英語の語句で、「悪魔憑き」を意味する。

## プロモーション
第1話は、『週刊ヤングマガジン』春の5大新連載攻勢第1弾として2017年15号電子書籍版の表紙+巻頭カラー62ページという待遇での開始を経て、『ヤングマガジン』公式サイトで無料公開された。その後、本作と岡本倫の『パラレルパラダイス』（2017年16号 - ）の新連載を記念し、小田急線、西武線、東武本線南部、京急線、東武半蔵門線の各車両のドアやドア横には、2017年3月15日から同年4月10日まで両作品のダブルイラストステッカーが貼られた。
2018年3月6日には、本作と『パラレルパラダイス』と蘇募ロウの『なんでここに先生が!?』の女性キャラクターを用いた3作品合同企画「ヤングマガジン出張グラビア カゲキ袋とじ企画」によるオールカラーグラビアが、単行本第4巻の初版限定としてフィルムパック内に投げ込みチラシ形式で挟み込まれた。

## ストーリー
第10次殺人実験
男女5人による強姦未遂を経て「メデューサ症候群」を発症し、彼らを惨殺した女子高生の甘城千歌は、収容先の羽黒刑務所で鬼ヶ原小夜子、カチュア・ラストルグエヴァ、切嶋カレン、槇村霧子、石動美依那、巴あや、真垣詩音、黒木洋子ら「メデューサ」と称される受刑者の少女8人と出会う。
刑務所は実験と称して受刑者同士の殺し合いを仕向ける。殺し合いの末に詩音が死亡し、「第10次殺人実験」は終了し、千歌たちは催眠ガスによって眠らされ、一部の記憶を消される。
第11次殺人実験
千歌の兄の道隆が留学先から帰国し、千歌の真相を求めて動き出す。一方、堂島瀬里と堂島真希の入所を知った香澄は、千歌たちに植えつけた実在の殺人鬼の人格が本人の人格に影響を与え始めたことを確信する。
道隆や西刑務官をも巻き込んで「第11次殺人実験」が始まる。千歌は道隆を殺害する直前で我に返り、発症を装って兄を脱出させる。
第12次殺人実験
行方をくらませた道隆は、千歌の事件を洗い直す過程で彼女の弁護士と羽黒刑務所の後ろ盾である五菱日本重工がつながっていたことを知る。道隆は五菱からの刺客に襲われるが、記者の胡桃沢秋穂に救われる。
一方、羽黒刑務所には間久部の手引きで男性の受刑者たち10人が収容される。香澄は彼らに彼女たちへの強姦をけしかけ、強姦のストレスによるメデューサ症候群の発症と、発症による本来の人格への侵食を観察する。
島内の廃村を舞台として「第12次殺人実験」が開始される。千歌たち10人は男囚10人との交戦を命じられ、2人ずつに分かれて応戦する。西刑務官と道隆がそれぞれ真実を公表するための策を練る中、相手にとどめを刺そうとしていた千歌は制止に現れた本来の人格とせめぎ合う。
霧子が覚醒し、また人格の融合が進んだ小夜子の銃撃を最後に男囚は全滅し、「第12次殺人実験」は終了する。記憶消去が見送られたことで自分の中に殺人鬼の人格が存在することを自覚させられた千歌は摂食障害に陥るほど苦悩する。
西園寺玲音
道隆は、次のメデューサ候補である女子高生の西園寺玲音に接触し、五菱と繋がりのある須藤医師の悪事を掴む。
サンクチュアリ号
五菱日本重工は、用済みとなった暴力団の天童組の排除とメデューサ10人の実戦テストを兼ね、組長の水野智己をはじめ組員35人が乗船中のクルーズ船に彼女らを乗船させる。
千歌は神崎京子に苦戦を強いられるも、殺人鬼の人格に覚醒する。もはや一般客たちによる目撃も気にしない激戦の果てに、ついに水野を仕留め、天童組は壊滅する。
瀬里の死
船沈没の混乱の中、千歌たちは香澄に憤慨し、瀬里と真希の脱獄を幇助する。だが堂島姉妹は父に裏切られており、遺族たちに命を狙われた瀬里は真希を守って死亡する。真希は孤独な逃亡生活に入り、真聖教団に拾われる。
真聖教団
道隆が真希と内田の行方を追い、新興宗教団体の真聖教団へ向かうも連絡が途絶える。また羽黒刑務所も警備隊数名を真聖教団の本拠地である神無村の甲州九龍城に送り込むも、「野良メデューサ」に迎撃され壊滅させられる。香澄は野良メデューサを全滅させるため、千歌たちを一般人を装って村に潜入させるも、教団にはバレており、羽黒メデューサと教団ダーキニーの激しい戦いとなる。カチュアは覚醒を果たすも片手と片目を失う。あやは因縁の龍野医師と再会し、敗北して捕まる。
最終的に教祖は死に、幹部も全滅する。千歌たちは龍野医師と共謀して香澄を騙し、死を装って羽黒の支配から解放される。
医師狩り
香澄は新たなメデューサを補充し、カチュアに指導させる。一方で、五菱を共通の敵とするメデューサと教団は共闘体制を築く。仁奈と神崎は、死んだと聞かされていた千歌たちが生きていることを知る。五菱の桐生のもとでは瑠璃子が目覚める。
千歌たち10人は、メデューサを造る医師たちを狩るべく、二手に分かれて全国を巡る。美依那は事件を起こした町に戻り、因縁に決着をつける。
羽黒制圧作戦
医師狩りが続いたことで、旧メデューサが生存していたことが桐生に知られる。道隆は千歌に接触し、さらに西や仁奈も交えて策を練る。香澄はカチュアの記憶を消し、新メデューサたちを連れて出撃する。
かくして廃団地と羽黒刑務所で激戦が勃発する。団地での戦いは、新メデューサを味方につけて香澄を拘束することに成功する。さらに別働隊が刑務所を陥落させ悪事の証拠を押さえた。勝利かと思われたが、瑠璃子と桐生が動き出す。

## 登場人物

### 羽黒刑務所

#### 女性受刑者

##### 生存者
甘城千歌（）
主人公。スリーサイズは90（Fカップ）・59・88、血液型はO、パーソナルナンバーはLB0009。
物語開始の半年前までは常磐学園（）の「ミス常磐学園」に輝くほどの女子高生だったが、アルバイト先の先輩に騙されて男女5人による強姦未遂に遭った際にメデューサ症候群を発症し、その場にあった物品で彼らを惨殺したため、無期懲役の判決を下されて羽黒刑務所の受刑者となる。
学校では午前の授業終了30分前から学食でラーメン5杯を食べてなお、昼休みにも教室でランチジャーの昼食を食べるほどの大食いであるが、まったく太らない体質にして巨乳であるため、級友たちには羨望の的にされていた。また、5年前に見せた共感性の高さは、現在でも道隆の記憶に色濃く残っている。
幼少時からバレエを習っていたこともあり、身体の柔軟性はきわめて高い。一方、ゴキブリを苦手としている。
「スイッチ」は、常磐学園の制服。口調が不敵な男言葉に変化し、近場のものを武器として用いるほか、相手の首筋に噛みつくことも辞さないなど、臨機応変な戦法を取る。「ベース」はヘンリー・リー・ルーカス。臨機応変な戦法もルーカスの人格の影響によるものであり、「第11次殺人事件」で霧子・洋子・瀬里の各種攻撃に難無く対応する姿は、「我々が求めていた実験体」と香澄を歓喜させている。ルーカスに引きずられたことで小夜子との同性愛に目覚め、恋人同士となる。
対天童組戦で神崎に追い詰められた際には発火率100％の完全な覚醒を迎え、ルーカスの人格による策で神崎を気絶させ海へ転落させている。対真聖教団戦からは発火薬を必要としなくなっており、カマラによる急襲に際して彼女の殺気を感じただけで覚醒し、応戦している。
真聖教団のアジトに乗り込み、教団と交戦するが、しぐまに動きを読まれて敗北。小夜子やカレンと共に拘束され、目の前で小夜子がしぐまに犯されたことでしぐまに復讐を誓う。最終的にはしぐまを殺し、また死を装って五菱の支配から解放された。

石動美依那（）
千歌よりも少し前に入所した受刑者。スリーサイズは84（Eカップ）・55・82、血液型はA、パーソナルナンバーはLB0004。少なくとも児童3人を絞殺し、川に遺棄した。マスコミには「河畔の絞殺魔」（）と称されている。
平時か発症時に関係なく手先の器用さや要領の良さが散見されており、特に前者は発症時において「ミイナマジック」と称する糸による操演、早着替えによる脱出、相手の武器を掠め取っての反撃、頭頂から四肢まで全身を覆い隠す肉襦袢状の変装などに用いられている。
「スイッチ」は、十字架付きのネックレスやナイフを備えたマッドピエロ姿。また血によるフェイスペイントを施すこともある。対天童組戦では手錠やチェーンも用いているが、その際には「フーディーニでも抜けられない」と豪語している。「ベース」は、ジョン・ウェイン・ゲイシー。
劇団編では主要人物。事件を起こした町に戻り、因縁に決着をつける。
なお、山田のTwitterによれば、連載開始前の設定では貧乳かつ小柄だったが、諸般の事情で巨乳になって身長も少し伸びたほか、一般誌ではロリはまずいだろうとの判断や、当時の担当編集者の好みだったという。また、女性受刑者では最年少であるという。

巴あや（）
受刑者の1人。スリーサイズは78（Aカップ）・56・82、血液型はA、パーソナルナンバーはLB0005。斧やナイフで20人以上を殺傷した「日向村（）皆殺し事件」の犯人であり、犯行以前には村人たちによる迫害や暴力に晒されていた。
平時は無口であり、他の受刑者たちと距離を置いている。「殺人実験」の際にはミラーニューロンの活動域が最高値を記録する「天才」ぶりを発揮するほか、常人をはるかに上回る身体能力や剣技を発揮する。
他の受刑者たちより貧乳であることを平時から気にしており、発症中にはそのことを挙げる相手に逆襲する姿も見られる。
「スイッチ」は、額に鉢巻を締めた特攻服（多くの場合前を留めておらず、また暗所では鉢巻きにライトを差している）。日本刀や鉈を主な武器とする。「ベース」は津山三十人殺しの犯人である都井睦雄。
龍野医師によりメデューサとされた。日向村の事件も龍野が裏で糸を引いていた。龍野によるとあやは「かつての」最高傑作であり、その後で作られた桜川円はさらなる最強であるという。桜川に敗れて捕まるが、龍野の施術によって五菱の支配から解放される。

鬼ヶ原小夜子（）
受刑者の1人。受刑者たちの雑役夫でもある。スリーサイズは78（Bカップ）・54・82、血液型はA、パーソナルナンバーはLB0003。ロングヘア（対天童組戦以降はショートヘア）にヘアバンドが特徴。高学歴の女性ばかりを殺害して脳を奪った連続殺人犯。幼少時に両親を亡くして遺産を相続したうえ、その1つである土地が高く売れたため、金銭にはまったく困っていない。水泳部で国体への出場経験もある。
レズビアンであり、千歌のことは当初から気に入っている。当初こそ熱烈な思いは道隆へのブラコンを抱える千歌の本来の人格に戸惑われていたが、ルーカスの人格の影響を受けた彼女の別人格には馴染まれていき、対天童組戦の最中には救命ボート内でのセックスを経て受け入れられ、恋人関係となりセックスが日常化するまでに至っている。
第12次殺人実験で覚醒を迎え和成の命乞いを却下して射殺する。船編にて顔が割れていたため、敵を攪乱させるために髪を切る。
真聖教団のアジトに乗り込み交戦するが、千歌やカレンと共に拘束されて衣服を剥ぎ取られ、「信者になってもらう」という口実のもと、千歌の目の前でしぐまに犯された。教団編以降は、交戦した新藤の戦法を取り入れている。
頭脳明晰で、作戦立案を担当することが多い。
「スイッチ」はナチス・ドイツの軍服姿、「ベース」はヨーゼフ・メンゲレ。
団地戦の終盤、桐生正臣の攻撃から身を挺して千歌をかばい、瀕死の重傷を負う。生死の境で見た夢で殺した3人に再会し、彼女らの敵討ちのために桐生討伐を決意する。

カチュア・ラストルグエヴァ
受刑者の1人。スリーサイズは93（Gカップ）・60・91、血液型はB、パーソナルナンバーはLB0006。ロシア人とのハーフ。出会い系で会った男性を次々に殺害していたことから、マスコミには「ワンナイトキラー」と称されている。その性への奔放さは男性との戦闘にも役立っており、幸太郎や難波を殺害する際にはそれぞれの油断を誘うと同時に、自身の欲求不満を解消している。
「スイッチ」は、パパーハをかぶったケープ付きコート。両太腿に装着したレッグホルスターには（対天童組戦では胸の谷間にも）くない似の片刃となっている小型ナイフを多数忍ばせており、それらを用いての待ち伏せや騙し討ちを得意とする。「ベース」はアンドレイ・チカチーロ。
外見、名前と裏腹に京都生まれの京都育ちであり、京言葉でしゃべる。第104話にてあやに、京都の海沿いの田舎町にて育ったこと、ロシアンパブのホステスだった母は自分を出産してすぐにロシアへ帰国したこと、幼少時はよくいじめられて泣いて帰ると父がよく釣りに連れていってくれたこと、中学生になってからは容貌が母に似てきたことから父に日々強姦されていたこと、そして16歳の時に父を殺害したことを明かしている。
山田レイカや若本などと交流を経て、やはり己は人殺しであるとの自認を固める。
教団編の激闘で、左眼と右腕を欠損する。千歌たち全員が死んだと聞かされていた。
香澄から新メデューサを率いて旧メデューサ撃滅を命じられるも、同期と後輩の間で葛藤を抱く。記憶を消されたふりをして旧メデューサと対峙し、立ち回りでの好転に賭ける。右腕には機械製の義腕を装着する。
作者の山田は「最も好きなキャラ」について、「凄く使いやすい」という理由からカチュアを挙げている。

切嶋カレン（）
受刑者の1人。スリーサイズは94（Gカップ）・62・96、血液型はA、パーソナルナンバーはLB0001。元はローラの源氏名で雑誌で紹介された事もある人気風俗嬢。気に入った男性の眼球を収集していたため、マスコミには「眼球収集者」と称されている。
「スイッチ」は全裸に直のボンデージ姿。ハサミや鎖のほか、棘付きの鞭を用いる。「ベース」はアルバート・フィッシュ。フィッシュの人格の影響で怪力を発揮することができ、筋繊維が切れる痛みは快感に変換することで耐えている。サディズム、マゾヒズム、カニバリズムなどの兆候を見せている。教団潜入時に変装目的で黒髪に変えている。
教団編では最初の襲撃で千歌と小夜子を逃がす殿となって、しぐまに捕まり、法悦でやられつつしぐまの寿命を大幅に削る。しぐまの転生体として狙われるも、頭部に香澄の毒が仕込まれていたために難を逃れ、龍野に摘出してもらい五菱の支配から解放される。しぐまとは体の相性は最高であり、彼女との法悦以降はしぐまに淡い想いを寄せている。

槇村霧子（）
受刑者の1人。通称はキリコ。スリーサイズは88（Eカップ）・57・89、血液型はB、パーソナルナンバーはLB0007。人気バンド「クロニクル」の元ヴォーカル「KIRIKO」として知られていたが、ファンを6人絞殺した。
仁奈に犯されるまでは処女であり、彼とは相思相愛の仲となる。バンド活動が軌道に乗るまではさまざまなアルバイトに励んでいた。
「スイッチ」はステージ衣装。ギターを殴打に用いるが、本当の武器は弦に仕込んだ鋼鉄のピアノ線によるワイヤーソーであり、ギターを振ることで投げられたこれを捕縛や切断に用いる。「ベース」はボストン絞殺魔事件で知られ、また軍ボクシングのチャンピオンでもあったアルバート・デサルボ。覚醒以降はボクシングによる近接戦闘も見せるようになった。
なお、山田のTwitterによれば、女性受刑者では最年長であるという。また、企画段階から「ベース」はデザルボだったが、当時の姓は卜部（）だったという。

黒木洋子（）
受刑者の1人。スリーサイズは90（Fカップ）・60・90、血液型はAB、パーソナルナンバーはLB0008。セミロングヘアにチョーカーが特徴。口数はあまり多くないが人当たりやノリは良く、性技も含めて上手に立ち回っている。自動車を運転できる。
どんな事件を起こして捕まったのかを誰も知らない。
「スイッチ」は、髑髏マーク入りベレー帽をかぶった迷彩服。トレンチナイフを用いての急襲を得意としている。「ベース」は、アーサー・ショウクロス。
実は羽黒刑務所の設立以前からC国で活動していた職業凶手であり、当時の香澄がメデューサ症候群の研究を進めるために五菱日本重工に集めさせた、殺人を躊躇しない名無しの子供たちの1人だった。現在の名前も、自分を育て上げた「機関」によって着けられた識別用のチョーカーの色にちなむ通称「黒」（）から転じた仮名でしかない。まもなく、ミラーニューロンの活性化とマーダーモデルへの反応を示した唯一の成功例としてショウクロスの人格を植えつけられ、日本の高校に通わされ、なぜか友人だけを殺害するようになった。だが遺体を完璧に処理したために犯行は明らかにならず逮捕もされず、香澄が裏から手を回して収容させた。
船編にて谷祐二を殺したことで人間性を取り戻す。教団編では楊紅花・楊新海と戦い打ち倒す。以降は紅花と行動することが多い。

堂島真希（）
詩音の死後、姉の瀬里と共に入所した受刑者。スリーサイズは90（Hカップ）・57・88、血液型はA、パーソナルナンバーはLB0010。関東一円の若い女性たちを次々と襲い、彼女たちの顔を至近距離からスラッグ弾で破壊した「フェイスレス事件」の犯人の1人。姉の瀬里と共に父の猟銃を持ち出して犯行におよんだが、動機は不明のまま入所することとなった。ショートヘアと眼鏡、瀬里より大きいバストサイズが特徴。腐女子でもあり、自室にはBL系グッズを揃えている。
瀬里とは逆に弱気な性格をしているうえに父への思慕もまだ残しており、常に怯えている。しかし、メデューサ症候群を発症中には人格が瀬里と入れ替わって強気な性格の「姉」となるうえ、名前も入れ替わって「瀬里」と呼ばれる。
船沈没の混乱に乗じて瀬里と共に脱獄に動くが、父に裏切られており、復讐に燃える遺族たちに襲撃され、姉を喪う。単身さまよっていたところを真聖教団の信者たちに確保される。
真聖教団では「ハリシャ」の別名を与えられ、神無村の中学生として生活する一方、洗脳で自我を失いつつありながら狙撃手として戦闘に加わる。教祖の転生体に抜擢されたが、最後の最後に瀬里の人格で己を守り切る。以降は瀬里人格となっており、真希人格は眠りについている。
羽黒制圧作戦にて吾妻＝エド・ゲインと交戦したとき、吾妻の部屋で「瀬里の死体標本」を見て混乱に陥り失神し、真希として目覚めてエドを倒す。
「スイッチ」はメイド服（真聖教団ではセーラー服）。あらゆる銃を使いこなす。「ベース」はサディアス・ルウィンドン。

##### 死亡者
砂川沙羅（）
美依那の入所前にパーソナルナンバーのLB0004を与えられていた受刑者。物語開始時点で故人であり、小夜子、カレン、詩音らと並ぶ羽黒刑務所最初の囚人の1人。
小夜子の恋人で、小夜子に殺されたとしか考えられない状況で死んでいたが、小夜子には彼女を殺した記憶がなかった。死の前には錯乱の様子を見せていた。

真垣詩音（）
物語開始時点でパーソナルナンバーのLB0002を与えられていた受刑者。スリーサイズは95（Dカップ）・64・95、血液型はO<。ボブカットに右目尻の泣きぼくろが特徴。空手とボクシングの経験者。警察官3人を撲殺した。マスコミには「北海の撲殺魔」と称されている。
体重が56キログラムの千歌を片腕で持ち上げる腕力や、視認できるほど隆起した腹筋を持っているうえ、勇ましく男言葉で喋るが、洋子に欲求不満を解消してもらう際には一転して女性らしい言動になる。
「スイッチ」は防刃仕様の革ジャンと右足を露出したデニム。手には指抜きグローブを着けている。「ベース」は霧子と同じくデサルボであるが適合率は低かった。
腕力による一撃は最大で放てば相手の顔面を破壊できるほど強力であるが、ミラーニューロンの活動域は存命当時の面々で最も低く、香澄から「デキが悪い」と酷評される。実験終了後には、何者かによって頸動脈を切断されて殺処分されたうえ、香澄に遺体頭部を切開されて脳を調べられた。千歌たちには錯乱して自殺したと偽証された。

堂島瀬里（）
詩音の死後、妹の真希と共に入所した受刑者。スリーサイズは83（Cカップ）・56・84、血液型はA。パーソナルナンバーはLB0002。「フェイスレス事件」の犯人の1人。ロングヘアが特徴。
強気な性格をしており、入所直後に舎房服を霧子に破かれた際には、即座に反撃している。しかし、メデューサ症候群を発症中には人格が真希と入れ替わって弱気な性格の「妹」となるうえ、名前も入れ替わって「真希」と呼ばれる。また、第11次殺人実験で真希のショットガンの暴発による昏倒から回復した際には、瀬里の強気な性格へ復帰したうえに身体能力がカチュアを圧倒するまでに向上している。霧子と親しい。
第12次殺人実験の終了後、このままではいずれ殺害されると考え、真希を連れての脱獄を決意する。そして船編終盤の混乱に乗じて、千歌たちの助力を得て、妹と共に脱走を決行した。しかし父に改めて決別されたうえ、遺族たちによる報復に遭って満身創痍となり、妹だけでも守ろうと殺人鬼の人格に身を委ねて復讐者たちを全滅させるも、致命傷を負い絶命する。死んだが、真希の中にいる。
「スイッチ」はメイド服。真希と同じく銃を用いる。「ベース」はゲイリー・ルウィンドン。
なお、山田のTwitterによれば、企画段階では主人公だったうえ、「ベース」は岡田以蔵だったという。

##### 新メデューサ
知花莉央
教団戦の終結後に造られた新メデューサの1人。暴走族ギャル。「ベース」はリチャード・スペック。
旧メデューサのカチュアを先輩と呼び尊敬している一方、カチュアのかつての仲間である千歌に対しては嫉妬の対象として抹殺しようとする。
武器は木刀。酒を含んで火を吹く芸を持つ。
八神葵
元警官。「ベース」はフロリスヴァルド・デ・オリベイラ。
警棒術と格闘術に優れる。
ラファエラ・ベスティア
宝石強盗。「ベース」はカルロス・エドゥアルド・ロブレド・プッチ。
一人称が「オレ」。よくハーモニカを吹いている。拳銃使い。
吉竹響
神崎の後輩だったプロレスラー。「ベース」はフアナ・バラサ。さらに第二のフリッツ・ハールマンを上乗せできる。
神崎とのスパークリングでケガをしたとき病院でメデューサにされたとおぼしい。吉竹が殺人を犯したことで団体は潰れ、神崎はヤクザの用心棒となったという経緯がある。

#### 関係者
間久部（）
羽黒刑務所の所長。外面は良さそうだがすぐに本性が露呈した。下種な性格をしており、殺人実験に加担するのみならず、その凄惨な光景をストレス解消のために見物し、機会さえあれば昏倒中で動けない彼女らを変態性欲の捌け口として扱う。娘と肉体関係を持っており、吾妻に性奉仕を強要させている。
羽黒刑務所へたどり着いた道隆を危険視し、殺害まで命じた。
羽黒防衛にて、護衛役のエドの制御を失い、愚かにも自滅する。吾妻をメデューサ化させエド・ゲインとの性交渉をしたいという欲に負け、尿によって溺死させられる。

間久部香澄（）
女医。間久部所長の娘。五菱日本重工から羽黒刑務所に出向している。五菱メデューサ計画の主任。
冷酷なマッドサイエンティスト。受刑者たちのことはモルモットとしか見ていない。淫蕩で、高木などの若い新人男性を誘惑しては肉体関係を結ぶことを趣味とし、父とも肉体関係を持っている。
五菱のメデューサ計画は真久部香澄、龍野辰巳、内田篤などが進めていたが、現在は羽黒と縁ある香澄が中心人物となっている。
船編にて、堂島姉妹を失敗作と断じ、千歌たち8人に堂島姉妹の抹殺を命じるが反逆され、殴り倒されて拘束される。自分がメデューサを作ったことを棚に上げて彼女たちの殺人の責任を全て彼女たちに転嫁する発言すら上げたため、怒りを買い蹴りを叩き込まれた、対真聖教団戦では本来の人格の千歌たち8人に平然と瀬里の最期や真希の現状を明かしたうえ、野良メデューサたちの全滅を命じている。教団編の終盤にて、千歌たちが龍野医師に確保された事態を受けて、機密保持のために、仕込みを遠隔で起動して千歌ら全員を処刑する。だがこれは龍野と千歌たちが共謀した芝居であり、香澄はまんまと騙され千歌たちが死んだと思い込んだ。
旧メデューサ達の生存を知り、新メデューサ達を率いて決戦に赴くも、敗北し囚われる。研究が完成し用済みとなったため、正臣に処刑される。

西（）
男性刑務官。冷徹な目つきや口調が特徴。生真面目な性格をしており、法の執行者としての自覚が強い。岡山刑務所の勤務歴がある。
「第11次殺人実験」では非番中の夜釣りに興じようとした際に「殺人実験」の存在を知る。実は過去にも二度目撃しては香澄に記憶を消されていたが、今回は何らかの原因によって消去が失敗したために忘れておらず、覚えていることを隠して業務に戻っている。甘城道隆と接触する。
後に刑務所を完全に裏切り、道隆の羽黒制圧作戦を手助けする。

丸田（）
男性刑務官。不精な目つきや口調が特徴。欲望に忠実な事なかれ主義者。性風俗店の常連であり、カレンのファン。

吾妻咲良（）
女性警備員であり、香澄の実験助手を務める。雀斑顔の若い女性。香澄の部下。レズビアンのネクロフィリア。
小心者ながら身勝手。レズビアンゆえに女囚に肩入れしやすく、制裁も兼ねて所長に性奉仕を強要せられている。
メデューサのプロトタイプ達の唯一の生き残り。ベースはエド・ゲイン。エドの存在を表に出すのを嫌っている。沙羅・詩音・瀬里の死体を標本にして愛でており、香澄の命令で詩音を殺したのはエドである。エド状態では死体から作ったマスクをかぶり、人骨で装飾した鉞を振るう。
内面では羽黒を憎悪しており、女囚に肩入れするのは復讐の一環である。西とカチュアの記憶が消えていないのは彼女が工作したため。
香澄によって羽黒防衛の切り札に位置付けられていたが、間久部によって無理矢理発火させられた後、間久部を殺害してしまう。真希に撃たれ、最期は吾妻として事切れた。

高木（）
研究員。香澄の部下の若い男性。初期は冷酷になりきれない弱気な一面を見せていたが、香澄に感化される。シナプス・リポジショナーに着目してその理論の一部を大学へ持ち帰りたいと欲張ったことから彼女の怒りを買い、記憶を消される。船編にて瀬里に撃たれて死亡。

ヒゲ爺
羽黒刑務所に出入りしている商会の老人。本名は不明。ほぼ禿げ上がった頭に白髪の髭、アロハシャツ姿が特徴。代金さえ支払ってもらえれば下着からロボットまで何でも仕入れる。しばしば菓子の差し入れを持ってくる。盗撮好きのエロジジイ。

叶亮二（）
羽黒刑務所の特別機動警備隊の隊長。右眼に傷のある隻眼の男性。
初登場は船編の終盤で、堂島姉妹の脱走を幇助しようとする千歌たちを妨害する。続く教団編の序盤にて甲州九龍城に突入するも、友坂に騙され孤立させられ、真希に足を撃たれて監禁拷問される。脱糞すら気にしない廃人と化し、次の儀式にて真希に殺害させるためだけに生かされていた。だが正気を失ったのは油断を誘うための演技であり、強靭な精神力で反撃の機会を狙っていた。離脱に成功した後は道隆と合流し、教団潰しに加勢する。
羽黒制圧作戦では神崎と交戦、激闘を繰り広げるも決着はつかず。

若本純（）
羽黒特別機動警備隊の隊員。叶の妹婿。
神無村の学校の戦闘で発生した火災からカチュアを助け、九龍城突入にも同行し教団潰しに大きく貢献する。
道隆や斯波の羽黒制圧作戦に、刑務所側の武力として立ちはだかる。道隆に撃たれてなお継戦を試みるも、カチュアに説得され戦いをやめる。

#### 男性受刑者
坂上和成（）
女性刑務所である羽黒に集められた10人の男性受刑者の1人。彼ら全員がメデューサ殺人実験のために外部から呼ばれた生贄である。
髭面の受刑者。元愚連隊。レイプや人身売買など、金銭のためなら何でもやる無軌道な半グレ集団の主犯格であり、舎弟の勉と共に14人以上の少女を手にかけていた。勉の殺人で連動して逮捕され、無期懲役となって岐阜刑務所に収容されていた。
勉と共に千歌・小夜子を強姦しようと襲いかかるが、小夜子にシャープペンシルで右眼球をえぐり出され激怒する。
第12次殺人実験では、チェーンソーを手にして千歌・瀬里に襲いかかるが、瀬里に勉を殺され、千歌にチェーンソーを封じられ、逃走する。フロイドと合流し、千歌たち10人の時間切れの件を説明したが、裏目に出て彼を欲情させることになり犯される。フロイドの死後、日の出を眺めながら改心していたところ、因縁の小夜子に遭遇し命乞いするも聞き入れられず射殺される。

芝原邦夫（）
眼鏡をかけた受刑者。元小学校教師。連続幼女レイプで旭川刑務所に収容されていた。
強姦・第12次殺人実験どちらも美依那とやり合い、敗れて死亡。

矢野竜介（）
モヒカン頭で刺青肌の受刑者。斜視でヘロイン中毒。薬物販売で収容されていた。
強姦の際にはカチュアに襲いかかるも失敗する。第12次殺人実験では、あやに金属バットで襲いかかる。薬物中毒のためダメージを意に介さなかったがそれだけで、力及ばず殺される。

村田勉（）
鷲鼻の受刑者。坂上和成の舎弟として悪行を重ねていたが、殺人を犯し捕まり、無期懲役となって岐阜刑務所に収容されていた。きわめて長大な巨根の持ち主。
第12次殺人実験では、銃を手にして和成と共に千歌・瀬里に襲いかかり強姦を試みるが、瀬里の反撃に遭って射殺される。

美濃秀男（）
丸刈りで糸目の受刑者。左目の目尻にはほくろがある。人妻を寝取り、そのことに気づいた彼女の夫を殺害したうえ、何股もかけていたことを知った人妻も殺害し、府中刑務所に収容されていた。
強姦の際には悟と共に堂島姉妹に襲いかかるも失敗する。第12次殺人実験では、あやに襲いかかるも鉈で斬殺される。

フロイド・キング
黒人の受刑者。異常性欲者であり、レイプの常習犯として収容されていた。ステイツのボクサー。
強姦の際には霧子に襲いかかるもあやによる棒での返り討ちに遭う。
第12次殺人実験では、まず和成と合流するが、彼から聞かされた千歌たち10人の時間切れの件に欲情し、そのまま和成を犯して発散させる。その賢者タイムの隙を霧子・真希に突かれるも屈強な肉体と欲情で善戦し、真希を気絶させて霧子を追い詰め強姦を試みる。だが覚醒した霧子にボクシングで圧倒され、ワイヤーで吊るされる。首を絞められて射精に至り、失神中の和成の顔に大量の精液を浴びせながら絶命する。

水谷俊之（）
細目の受刑者。レイプ目的で母子3人を殺害したが少年ゆえに大幅に減刑され、収容されていた。
強姦・第12次殺人実験どちらも洋子とやり合い、敗れて死亡。持っていた銃は小夜子に奪われ、和成射殺に用いられた。

今田勇太郎（） / 今田幸太郎（）
兄・勇太郎と弟・幸太郎の双子の受刑者。2人とも垂れ目。銃の密売で収容されていた。
2人とも軽薄な性格の持ち主であり、強姦の際にはカレンとの3Pを堪能し、他の男性の受刑者たちに自慢して疎まれる。
第12次殺人実験では、マシンガンを手にして千歌たち10人の射殺を目論むも、小夜子・あや・美依那に翻弄されるうちに弾切れに至る。その後、カチュアとカレンに誘惑され、セックス中に殺される。

大谷悟（）
オールバックの受刑者。顔には斜め十字の大きな傷跡がある。暴走族仲間と共に拉致したカップルを、土中から顔だけ出した生き埋めにしてリンチで殺害し、収容されていた。正体は第1話で千歌への強姦を目論むも彼女に惨殺された男性3人のうち1人であるヒロの兄であり、共に施設で育った弟への歪んだ溺愛から千歌を逆恨みしている。
第12次殺人実験では、正体を明かして千歌と交戦する。木刀で瀬里を突き倒し、瀬里のショットガンを木刀の一撃で歪曲させて千歌にも使えなくし、千歌を圧倒して気絶寸前にまで追い込む。だが弟のことを千歌に挑発されてたことで我を忘れ、千歌によって和成のソーチェーンで殺される。絶命間際に怨嗟の言葉を残し、千歌を摂食障害に陥らせるほど苦しめることとなった。

### 五菱日本重工
桐生正臣（）
五菱日本重工の社長。初老の男性。独善的かつ冷徹な性格の持ち主。
メデューサ計画の主導者。全国の医師たちに命じてメデューサを作らせ、さらに発症者を羽黒刑務所に集めてデータをとっている。水野智巳を長年にわたり裏仕事に使っていたが、メデューサを要求されたことで決裂し、殺害を命じる。
目的は瑠璃子を蘇らせ、世界の指導者にすること。
団地に姿を現し、たった1人でメデューサ10人を無類の強さで圧倒する。香澄を処刑し、小夜子に致命打を与えるも、カチュアに右腕を潰され撤退する。斯波記者により悪事を暴露されるも、瑠璃子を連れて行方をくらます。

瑠璃子（）
社長の令嬢。車椅子の少女。
数十年前に死んだ人物であり、メデューサ技術によって、正臣の娘に人格が移植され、再生を果たす。

三上（）
社長秘書。

御陵印基（）
五菱部長。メデューサ計画のマネージャー。

### 道隆側
甘城道隆（）
千歌の8歳年上の兄。シンシナティ大学に留学しており、第15話で2年ぶりに帰国する。大学院での専攻分野である犯罪心理学を活用する洞察力や対話能力に長けているが、身体能力はあまり高くない。千歌が友人たちにブラコンと冷やかされるのに対して自らは極度のシスコンであり、千歌のことになると人目も気にしないほどの愛情を露わにする。
両親には千歌への連絡を「受験勉強で忙しい」という理由で半年前から止められており、彼女の犯行や現状を知らないまま再会を楽しみに帰郷するが、非難の落書きの数々にまみれた実家と屋内に残されたゴシップ誌の記事を目の当たりにする。まもなく、友人の江口に依頼して羽黒刑務所を突き止めると、千歌との面会を経て羽黒刑務所への不審を抱き、敷地外に潜伏しながら昆虫型ドローンを用いて所内の調査を始めたところで非番中の西に発見されて押さえ込まれるが、口車で切り抜け調査を続行する。防波堤にて一瞬だけ正気に戻った千歌に脱出させられた後、「殺人実験」の目撃者として五菱日本重工に命を狙われることとなる。
素性を隠すために複数の偽名を使い分け、また目立ちやすい眼鏡を外して変装を行う。
西刑務官と協力体制を築き、また西園寺玲音を探って須藤医師の悪事を突き止め、脅して情報を得る。続いて船の事件を知り、五菱日本重工が現場偽装を行ったことを看破する。内田医師を探すために神無村へと向かい、信者を装って教団に潜入するも、通信手段を絶たれる。教団潰しに際して千歌と再会するも、彼女は自分がすでに人殺しである事実を受け止めており、再び別離する。
羽黒制圧作戦を立案し、仲間と共に羽黒に突入する。目的は、香澄の研究資料と、所長の身柄と、シナプス・リポジショナーを確保することである。

胡桃沢秋穂（）
文経出版社の女性記者。メデューサ症候群による一連の事件、特に千歌の事件に不審を持つも取材の続行を上司に却下されて自棄酒に走り、秋葉原のコスプレ居酒屋で酔って暴れていたところを江口と密会中の道隆に目撃される。その時点では悪印象しか持たれていなかったが、後に五菱日本重工の刺客たちに拉致されかけていた道隆を偶然見かけて救ったことから、彼に「使えるかも」と評されて行動を共にする。
私生活こそだらしないものの、須藤の本性を知ってモノローグで「外道」と唾棄するなど、メデューサ症候群やその元凶である医者、そして五菱日本重工には深い怒りを抱いている。
道隆に協力して情報の収集や交換に勤しむ一方、ラブホテルでは常にソファーで就寝する彼に気を許し、飲酒で酔った勢いからも胸元を肌蹴させてベッドでの同衾に誘うなど、砕けた様子も見せるようになっている。

斯波恭介（）
フリーライター。秋穂の依頼で教団を探るために潜入したが教祖に法悦で堕とされ信者となる。苦悩するも若本の説得に応じ、教団潰しに貢献する。

### 天童組
水野智己（）
天童組の組長に就任したばかりの男性。船編のボス。
感情が高ぶると血管が何本も浮き出るスキンヘッド、左側の口元を縦に走る傷跡、筋骨隆々の体格が特徴。柔道五段のボディビルダーにして、ツキノワグマを絞め殺し、4階の高さから落下しても受け身で済ませる化物。
男女を問わず肛門性交をこよなく愛し、趣味で組員たちを犯している。
長年に渡り桐生正臣の裏ビジネスパートナーだったが、裏から経済を操るメデューサ計画の手綱を握ろうと目論み、就任祝いを理由として彼にメデューサを要求したために決裂し、抹殺のターゲットにされる。まず小夜子が刺客であることを看過し組員に迎撃を命じる。
組員のことごとくを殺され最後の1人となるも、多数相手に単身無類の強さで圧倒する。千歌との戦闘の末、千歌を4階下へ投棄するが、首にワイヤーを巻き付けられており共に落下し、落下先に立てられていたパーティションのポールに肛門から喉まで串刺しにされついに死亡した。絶命直前に、五菱日本重工と桐生正臣への怨嗟を叫ぶ。

烏丸勇一郎（）
水野のボディーガードの1人。元警察官にして日本刀を手にした剣道家。
盲目の剣士であり、聴覚や嗅覚で周囲を把握する。関節を外すことで間合いを伸ばすことができる。
かつて警察の公安部から天童組に潜入しており、ささいなミスから発覚しての拷問を経て失明するが、全身の関節を外して組員たちを殺して脱出する。しかし警察に見捨てらてしまい、逆に水野から強さを見込まれスカウトされた。
霧子・美依那に攪乱されつつ、あやと対戦する。重傷を負ってなお継戦を試みるが、背後から小夜子に頭部を刺されて死亡する。

馬場ハリー（）
水野のボディーガードの1人。スキンヘッドに帽子を被った元ヘヴィ級キックボクサー。
船編の終盤にて満を持して参戦するも、堂島姉妹に頭部を撃たれて死亡する。
作中では明言されていないが、オランダ人と日本人のハーフであることや、試合中の負傷で引退して当時のタニマチだった水野のボディーガードに転身したことが、単行本第9巻巻末の「天童組名鑑」で明かされている。

神崎京子（）
水野のボディーガードの1人。筋骨隆々の元女子プロレスラー。
雇われであり組への忠誠心は乏しい。救命ボートに一旦潜伏中の千歌と小夜子のもとへ消火斧を手にして乱入する。銃弾、放水、腹部へのナイフ、眉間へのスリングショットにも耐えたが、完全な覚醒を迎えた千歌に左耳を引きちぎられ、電流を浴びせらえて海に転落する。サメに襲われるも返り討ちにして生き残る。新組長仁奈に再雇用され、千歌との再戦を望む。
教団事件の終結後、メデューサになっていた吉竹と再会。また香澄から千歌が死んだと聞かされたが、実は生きていた彼女と再会を果たし、千歌たちの五菱羽黒を潰す作戦に加勢する。
好きなタイプは神木隆之介。

石黒守（）
天童組の若頭で糸目が特徴。
陸の組員たちに丸田刑務官を拉致し、千歌たち9人の顔と名前を白状させ（丸田はカレンだけは隠し通した）、それをもとに彼女たちへの反撃に出る。
かつて鍼灸師だった経験から人体の経路経穴や急所を熟知している。
美依那を拉致し、麻痺させる経穴を突き刺して床畳に磔としたうえ、美依那と同世代である自分の娘を強姦したいという歪んだ願望を明かし、美依那の強姦を目論むが、化かし合いに敗れ絞殺される。
水野の専属マッサージも担当していることや恐妻家。

難波一輝（）
天童組の幹部の1人。口髭と胸毛が特徴。
カチュアが刺客であることを見破り、トイレでセックスに応じる形で返り討ちにしようとするが、ウォッカを肛門に浴びせられて急性アルコール中毒で死亡する。舎弟3人も同様の末路を辿る。
趣味の麻雀が高じてネット麻雀で「雀聖」の称号を持つ。

穴村譲二（）
天童組の幹部の1人。明るく染めた頭髪が特徴の優男。水野たちにはジョオの通称で呼ばれている。
JK売りのシノギに張り切っていた。無類のパンツ好き。緒戦にて死亡。

流動仁奈（）
天童組の幹部の1人。スリーサイズは82（ノーカップ）・73・87、血液型はA。小柄な体格に黒髪のツインテールとゴスロリ姿が特徴。実は男の娘にして水野の息子であり、本名は水野仁（）。「流動」は母方の姓である。
霧子の大ファンであり、彼女との心中を試みるが、霧子の処女を奪ったことを自覚すると共に生きたいとの思いから父を裏切る。組長と幹部が全滅したことで、父の後を継いで組を立て直すことを決意し、神崎を側近に起用する。
教団事件の終結後は、香澄と霧子の二者間でうまく立ち回る。

赤尾学（）
天童組の幹部の1人。鷲鼻と太いもみ上げが特徴。
生まれたばかりの子供のためにオレオレ詐欺に精を出していた。ジョオに続いて緒戦で死亡。
烏丸とは剣道仲間で、美人の妻がいる。

不動勇気（）
天童組の幹部の1人。おかっぱ頭と190cm近い身長の肥満体が特徴。
肥満体のぶよぶよとした大量の脂肪は、それを感じさせない迅速な移動を駆使しながらの格闘戦の際に時間差で衝撃を相手に伝えて破壊力を倍化させるうえ、脂汗は相手の刀剣類の切れ味を著しく低下させる効力を持つ。
映画館であやと交戦。スクリーンを巻きつけられて身動きを封じられ、全身を細切れにされて死亡する。

谷祐二（）
天童組の幹部の1人。白髪だらけの頭髪と彫りの深い顔が特徴。
烏丸たち3人に譲るまでは水野のボディーガードを単独で担当していたほど、中国拳法の硬気功に長けた使い手でもある。
刺客として近づいてきた洋子に一目惚れしプロポーズする。断られると交戦し、カチュア、カレンの加勢をも容易に防ぎきる。だが洋子に接近され、自分の拳銃から抜き取られていた9mmルガー弾を密着状態から指輪越しに殴る形で発射されたことにより、心臓を貫かれて死亡する。洋子への思いは本物であり、死の間際に吐露した言葉は彼女に紅との記憶を呼び起こさせ、人間らしさを取り戻した洋子を号泣させている。

楊紅花（）
天童組の幹部の1人。スリーサイズは89（Eカップ）・60・89、血液型はAB。ボブヘアと吊り目、チャイナドレスが特徴。谷に惚れている。
霧子と交戦し敗れたが、鼻骨や前歯を砕かれたものの気絶だけで済んでいた。組の壊滅を知り、谷の敵討ちを誓って姿を消す。
教団編にて再登場。砕かれた歯はチタン合金製の義歯で補う。メデューサに勝つために自分もメデューサの力を得ることを考えていたが、メデューサ技術の何たるかを理解していなかったために、改造されたことで楊新海(ヤンシンハイ)に半ば乗っ取られる。谷の復讐をすべく洋子に立ち向かい、スコップ格闘術を駆使して戦うが谷の硬気功を模した洋子の前に敗れ正気に戻る。復帰後は特級四川飯店にてアルバイトしており、正しい中華の食べ方など指南している。洋子とは同じ男を好きになったとして関係は良好。仁奈・神崎とも再会を果たす。
元々は中国の黒社会の関係者であり、暴力団との取引仲介人を経て天童組へ移籍した。

山本信三（）
天童組の幹部の1人。パンチパーマの髪型と背中にコイの刺青を彫った肥満体が特徴。
舎弟たち3人と共にカレンを自室へ連れ込んで全裸での5Pに耽るが、逆に痛めつけられ、情報源が丸田刑務官であることを白状した後に殺される。
バリバリの武闘派で、水野とはゴルフを共に回るほどウマが合う。

滝川浩（）
天童組の幹部の1人。短い前髪とサングラスが特徴。
銃使い。堂島姉妹と対戦。閉所で散弾を撃ったことで跳弾を浴びることになり、さらに銃を奪われて殺される。
天童組の武器調達を担当し、最近離婚して若い後妻を抱えている。

### 真聖教団
零元しぐま（）
真聖教団の教祖。前職は占い師。教団編のボス。
スリーサイズは86（Eカップ）・59・90、血液型はA。絶世の美女。両性具有者で、S状結腸に届くほど長くて大きい陰茎が生えている。
予知能力者であり、戦闘でも無類の強さを発揮する。X線透視(イントロスコピー)という特殊能力で、人体内をX線写真のように透視することで動きを先読みし、未来が見えているかのように振舞う。小夜子を犯したことで千歌の逆鱗に触れた。
元は普通の女性でOLだったが、その異能の力を人々の役に立てる為に真聖教団を立ち上げるが、実際は内田に利用され、理想とはかけ離れた教団になっていった。
実は悪性の脳腫瘍に侵されており、余命がほとんど残されておらず、ダーキニー化の技術を応用して別人の肉体に転生しようとしている。しかし相次ぐトラブルによって樹、カレン、真希いずれへの転生にも失敗する。最後の手段として、愛する内田の命を受け取り活力を取り戻して千歌と交戦するも、眼を攻略され敗北する。最期は陰茎に振り回された人生から解放された喜びさえ感じていた。死後ひよ里により、遺体から頭部と斬られた陰茎を持ち去られる。

内田篤（）
須藤の師匠である医師。五菱メデューサ計画の中心人物の1人。
真聖教団に捕らわれており、道隆、斯波、友坂などは彼を探していたが、実は彼こそが真聖教団の僧正であったことが判明する。
しぐまを教祖に据え、また龍野を呼んでダーキニーを作らせる。しぐまを利用していた反面、本気で愛してもいたようで、追い詰められたしぐまに命を捧げて死亡した。

龍野辰巳（）
ダーキニーを施術した医師。五菱で間久部香澄とポストを争ったが敗れ、五菱を辞めて真聖教団に技術を流した。
巴あやがメデューサとなった経緯に関わっている。桜川円を依存させている。一芝居打って間久部香澄を騙し、千歌たちを五菱の支配から解放した。

#### ダーキニー・幹部信者
友坂えり（）
「ベース」はテッド・バンディ。死亡。
元は五菱日本重工の諜報部のエースであったが、真聖教団へ潜入してすぐに捕まりダーキニー化した。バンディに侵蝕され性格は豹変し、異常性欲者となっている。
潜入から2か月後、甲州九龍城へ羽黒特別機動警備隊を誘い込み、騙し討ちにしてかけて全滅させた。警備隊の1人である木場を犯して調教し、裏切らせる。
カチュアと戦い死亡。正気を失う前に教祖の予知能力の秘密を掴み、情報を残していた。

桜川円（）
別名はアジャサートル。「ベース」はエドモンド・ケンパー。生存。
両手持ちの長い柄の大型ハンマーを軽々と振るう。龍野製の最強メデューサであり、殺人鬼モードになると狂戦士と化す。龍野に依存し肉体関係を結んでいる。
甲州九龍城に住む出家信者。普段は恥ずかしがり屋の高校生で、体格に恵まれよくスポーツ部に助っ人として呼ばれている。
あやと仲良くなるが、龍野にそそのかされてあやと戦うことになり、勝利する。一連の騒動後、龍野への依存を強めており変態的欲求をして安心を求めている。

根津遊理（）
別名はラークシャサ。「ベース」はジェフリー・ダーマー。死亡。
甲州九龍城に住む出家信者。無愛想な高校生。1か月前に転入してきたばかり。
毒ガスや化学薬品を用い、凌辱や人肉食を好み、被害者の頭蓋骨を顔写真と共に飾る。カチュアに敗れ死亡。

犬養ほの香（）
別名はカマラ。「ベース」はトミー・リン・セルズ。死亡。
スカートの下にスパッツを穿いた制服姿で、優れた体術を活かしてカランビットナイフや金属バットを振るう。
横浜で玲音の「ベース」を言い当てて襲いかかるが、古田とモン吉による妨害に遭い撤退する。刺客の拠点である空木宅に信者たちを率いて急襲をかけるも、これは教祖の作戦を無視した独断専行であった。千歌に敗れ死亡。
実は三つ子姉妹の妹であり、三姉妹で最も好戦的な性格をしている。千歌は学校で「ひよ里」と会っていたため、カマラがひよ里であると思っていた。

犬養ひよ里（）
教団編の主要人物。犬養三つ子姉妹の一人であり、姉妹の中で最も出番が多い。教祖の側近。
甲州九龍城に住む出家信者。普段は神無村の高校生として生活し、人懐っこい言動で学級委員を務める。空木ちか（千歌の偽名）、樹、桜川、根津と同クラス。
「ベース」はデニス・ニルセンであり、殺人鬼になると友好的な態度で殺しにゆく。
ほの香の仇である千歌を標的視し、メデューサたちと交戦する。激闘で発生した火災で消息を絶つ。
しぐまの生首と陰茎を持ち去り、香澄に匿われていた。香澄の施術でベース「零元しぐま」のメデューサとなり未来視を会得、さらに陰茎を移植される。しぐまの敵討ちをするためにカレンに挑むも、敵わず無力化された。自我とニルセン・しぐまの偽人格が崩壊し、幼児退行してまり亜の元に帰る。

犬養まり亜（）
犬養三つ子姉妹の一人。教祖の側近。後に2代目教祖「零元まり亜」。
姉妹同様にナイフで戦うが、実は三姉妹の中で唯一ダーキニーではなかった。
教祖のしぐまが戦死した後、新教祖に就任した。共通の敵である五菱を潰すため、千歌たちにひよ里の捜索と五菱のメデューサ施術医師たちの抹殺を命じる。

平 樹（）
神無村の学校の男子学生。死亡。
ダーカ（ダーキニーの男性型）であり、ベースは千歌と同じヘンリー・リー・ルーカス。しぐまの養子であり教団の次期教祖。ルーカスに侵蝕されており、下品で横暴。千歌に敗れ死亡。

新藤 玲衣（）
別名はヴィーザ。ベースはグレアム・ヤング。毒使い。教団が劣勢に陥ったために出陣し成果を上げる。乱戦となり、小夜子に敗れ生死不明になる。

七瀬 奈津子（）
ベースはアイリーン・ウォーノス。力士。えりに惚れており、バンディに利用されている。千歌・小夜子と戦い死亡。

別所真理央（）
ベースは切り裂きジャック。ケツアゴ。真央のナイフを使いこなす。霧子・美依那と戦い死亡。

リルカ（）
覆面の人物。正体は楊紅花。ベースは楊新海。復讐のためにダーキニーとなったが、完全に新海に乗っ取られる。

京極（）
信者たちの棒術師範。金で雇われた戦闘要員。乱戦となり千歌に敗れる。

高橋（）
「坊」と呼ばれるダーカ候補生の高位信者。剣術の達人。
教団本部の激闘を生き残り、新教祖まり亜の最側近となる。メデューサにはいまだに敵意を抱く。

### その他・各編の登場人物
清水（）
羽黒刑務所への収容が決まった千歌を、拘置所から港まで連行した中年の男性刑務官。
気さくで優しい性格をしており、連行中に千歌の空腹を知ると大衆食堂へ立ち寄ってコロッケ定食をおごる、港にて迎えの船を待つ間にはタバコを薦める、彼女が乗船する際には出所時にコロッケをたくさん食べさせることを約束するなど、型にはまらない対応をしてみせる。また、刑務官としての20年間の経験から千歌の犯行時の状況を鑑み、無期懲役は重過ぎると思っているうえ、彼女と同世代の娘を持つ身であることからも犯行を信じられずにいる。
その後は真央の連行も担当しており、彼女が羽黒刑務所へ収容される際には、東京拘置所にて護送車への引き継ぎと見送りの場に立つ。約束を守るためにもタバコを止めたことを千歌への伝言として真央に頼んだ直後、真希の長距離狙撃による真央の凄惨な最期を目の当たりにし、絶叫する。

千歌の両親
千歌にバレエや勉強を強いては彼女に反発されていた、共働きの両親。
作中に実際の登場はないが、千歌が迎えの船へ乗船する際やヒゲ爺と初対面した際の台詞によれば、彼女の犯行を知った際には見放しており、拘置所での面会時にも着替えすら差し入れなかった模様。そのため、羽黒刑務所での自室に足りない物資の代金は実家から回収する旨を述べるヒゲ爺に、千歌は両親が同意しないであろうことを明かしている。また、道隆が面会に訪れた際の千歌の台詞によれば、父は道隆の人生まで壊させまいと考え、千歌に道隆への連絡を止めさせていた模様。そのため、道隆にはモノローグで「クソオヤジめ」と酷評されている。

紅（）
幼少時、まだ「黒」でしかない洋子が「機関」で共に暮らした、相思相愛のルームメイトにしてバディ。「紅」は「黒」と同様、チョーカーの色にちなむ通称に過ぎず、本名は不明。短めのポニーテールが特徴。
「機関」から「卒業試験」と称したバディ同士での殺し合いを命じられた結果、洋子に殺害される。洋子と同じく「機関」に「機械」として育てられた1人であり、他人を「モノ」として見る訓練を受け、「機械に心はない」と教えられていた彼女は、紅を殺害する際に自分の心の軋む音を初めて聞いたことから、何度もその音を聞きたい一心で職業凶手としての完成に至る。
容姿は『DEATHTOPIA』の登場人物の陽子（）に酷似しているが、山田のTwitterによれば無関係であるという。

江口（）
道隆の友人で法曹。帰郷して千歌の事件を知った道隆から事件の調査を依頼され、彼女の収容先が羽黒刑務所であることを突き止めて道隆に知らせる。千歌の事件については裁判記録からも不審を抱いており、彼女の弁護士の佐田島（）が五菱日本重工とつながっていたことを道隆が推察して接触を図るに至っている。

二葉真央（）
玲音編の人物。横浜のラブホテルにて派遣型風俗嬢4人を次々と殺害した少女。19歳。ウェーブのかかった逆七三分けのロングヘアが特徴。
メデューサ症候群の13人目の発症者。手口からも、現代のジャック・ザ・リッパーと称される。
逮捕され、東京拘置所にて道隆の面会を受ける。殺人時の記憶がなく、本来は先端恐怖症でナイフすら触れない。発症前に盲腸で愛慶病院に入院して須藤に診てもらっており、入院中に玲音と仲良くなっていた。
4か月後、羽黒刑務所への収容に際して清水から千歌への伝言を承った直後、真希の対物ライフルによる長距離狙撃で護送車越しに下腹部を撃ち抜かれて上下に分断され、事態を理解できず虚ろな表情のまま死亡する。

西園寺玲音（）
玲音編の主要人物。真央が入院中に仲良くなった女子高生。スリーサイズは85（Cカップ）・58・86、血液型はO。走り高跳びの記録保持者。日頃は亡父に代わり、病弱な母を新聞配達で支えながら暮らしている。
1年前に靭帯を負傷したことから愛慶病院で手術を受けて回復したが、膝に水が溜まりやすいことから現在も通院している。主治医は須藤。手術後の入院中には殺人を犯すリアルな夢を見ていたが、次第に悪夢と吸血衝動に苛まれ苦しむようになる。苦痛の中でとった異常行動を部活の顧問の熊谷（）に浸け込まれて強姦されかかるが、道隆と古田によって救出される。須藤に騙されていたことを知って涙し、彼に怒りの飛び膝蹴りを叩き込む。
事件解決後には吸血衝動は鎮まり、部活に復帰して平穏に暮らしていたが、真聖教団に目を付けられており、カマラに襲撃されかかるもモン吉と古田が駆けつけたことによって救われる。

古田（）
玲音編の人物。玲音の同級生であり親友。陸上部部長。玲音を助けるために道隆に協力する。

須藤（）
玲音編の人物。横浜の愛慶病院にて真央と玲音を担当する医者。メデューサを作っている医師たちの一人。内田篤は彼の師匠。
優男の内面に冷酷な性格を秘めた自信家であり、自分を慕う玲音にも投薬とHMDによる洗脳でメデューサ症候群を発症させようと目論む。道隆と玲音の目の前で自信満々に自分の悪事を暴露したが、録音され、道隆に脅迫されるまま協力せざるを得なくなる。
後に千歌の医師狩りで殺されかけるも、道隆の介入で命拾いをする。

堂島明（）
堂島姉妹の父。株式会社堂島の社長を務める資産家であり、口髭が特徴。
かつては妻が事故死したことから仕事に逃げていた。姉妹のネイビス連邦の国籍を用意して脱獄と高飛びを幇助するも、偽りであり、娘たちの命を復讐に燃える被害者遺族たちに売っていた。愛と共に死を望んでいることを告げ、遺族たちによる凄惨な最期を見届けることには耐えられず、立ち去り自殺した。

堂島姉妹による犠牲者の遺族たち
脱走編にて登場する。堂島姉妹への報復を果たすため、ポートビルへ集まってきた26人の男女。喪服姿の男女の誰もが犠牲者の遺影や武本の手配したサプレッサー付きの拳銃を手にしており、「因果応報」と唱えながら堂島姉妹を追い詰めて拘束したうえ、名古屋海浜資料館にて銃弾を1人につき1発ずつ瀬里の身体へ撃ち込んでいくが、男性の1人が彼女の目の前で真希の強姦を目論んだことから、殺人鬼の人格に望んで身を委ねた瀬里に逆襲されて拳銃を奪われた結果、全滅させられる。
武本（）
大学に合格したばかりの孫娘の恵梨香（）を殺害された老人。名は不明。薄い頭髪に冷めた目つきが特徴。
賠償金の不足分を堂島姉妹の命と引き換えに肩代わりするという契約のもと、同遺族たちの報復の指揮を執る。

相良ハル（）
教団編の人物。神無村の女子学生。教団を嫌い、母を連れて村を出たがっている。道隆に情報を提供する。

山田レイカ（）
教団編の人物。神無村の学校の清掃員。元教員で合気道の達人。息子は教員であり、教団批判をしていたが、突然行方不明となった。教団と学校を探るために清掃員として入り込んだ。
道隆を匿い、また根津と戦闘になったカチュアを助ける。

夏樹冬雪（）
劇団編の主要人物。大衆演劇団「夏樹劇団」の花形。容姿端麗の男性。劇団の後輩を殺しており、死体を隠し持ったまま全国を巡っている。
美依那を知っている。声で他人に催眠をかけることができる。稀少な男性メデューサの成功例。
美依那と同じ医者の施術にかかりメデューサにされた。事情を知り、劇団を抜けてメデューサに合流するつもりであったが、戦いで刺され、美依那に看取られて逝く。

安藤（）
劇団編の人物。巨体の老女。柁古田の地主であり、アパートの管理人をしている。真聖教団と繋がりがあり、東犀病院を探りに来た千歌たちを入居させる。
成人男性を3階の高さまで放り投げることができる怪力の持ち主。
彼女の息子はヤクザになり何十年も会っていないと発言している。また仁奈を遠目に見て自分の若いころに似ていると感取する。

## 用語

### メデューサ関連
ミラーニューロン
西暦1996年に、イタリア・パルマ大学の学者であるジャコモ・リッツォラッティたちによって発見された、脳神経細胞。現実世界での詳細は、ミラーニューロンの記事を参照。作中世界では、メデューサ症候群の引き金となっている。

メデューサ症候群（）
作中世界の日本では、2015年までに女子が起こした殺人犯罪は年間6 - 7件程度だったが、その後は一気に倍増した。普通の女子が一晩で殺人鬼に変貌するその凄惨さはマスコミによってギリシア神話に例えられ、羽黒刑務所に収容される彼女たちは同神話に登場する怪物「メデューサ」、惨殺中の記憶がまったく残らない変貌ぶりは「メデューサ症候群」と、それぞれ称されるようになった。
「殺人実験」では発火薬によって夜中に発症させられることもあり、千歌たちは「シンデレラ」や「実験人形」（）とも称されている。また、当初は発症中に人格が平時の記憶を維持したまま独立しているうえ、再度発症した際には前回の発症中の記憶も復活する。
発症者の目は道隆いわく「大学の研修過程で見た死刑囚の目」や「底なし沼のようながらんどうの目」と評されている。対天童組戦にて千歌がルーカスの人格とのシンクロ率100%を果たして完全な覚醒を迎えた際の目は、瞳孔がネコ科の野獣のような形状と化している。
自然発症ではなく、五菱日本重工に指示された日本全国の医師たち数十人が、入院中の老若男女に発症させるための施術を無判別に行っている。母数は3000人未満ほどだが、成功例は10数例のみで、10代の少女が多い。
「殺人実験」の際に発現する殺人鬼の人格は、持続時間に個人差があり、当初は概ね1時間、人格の融合や香澄の研究が進むにつれて長くなる。一度完全な覚醒を迎えた者は完成に至っており、身に迫る危険や死の匂いを嗅ぎ取るなどちょっとした刺激を受けるだけで、本来の人格から再度覚醒する。つまり一度覚醒に至ると発火薬は不要となる。
なお、山田のTwitterによれば、企画当時の担当者と共に考えたものであり、「殺人鬼の女体化はまだやってないんじゃないか？」ということが発想の発端となっているうえ、『魔界転生』『仮面ライダー龍騎』『Fate』辺りの影響を受けているという。

サタノファニ
前述のように、「悪魔憑き」を意味する英語の語句。
作中世界では、沙羅が精神に異常を来して錯乱する様子が「サタノファニのようだった」と評されているほか、千歌たちに殺人鬼の人格が覚醒した様子を表現する際にも用いられている。

殺人実験（）
メデューサ症候群を発症させられた千歌たちが夜中に目覚めさせられた後、開錠されたドアから廊下に出て交戦する様子を香澄たちが分析するという、人体実験。千歌たちの本来の人格に殺人鬼の能力や精神を付加し、飼い慣らすことを目的としている。
千歌たち全員が一堂に会するとただの混戦になることから、あらかじめ彼女たちを離して収容しておいたり、実験場を区分けして移動に制限をかけたりしている。屋内での実験を終了させる際には天井から催眠ガスが放出され、千歌たちは強制的に眠らされて回収される。
千歌がメデューサ症候群の完全な発症に至らない状態で出向いたのが第10次、発症しないまま初めて出向いたのが第9次であるため、小夜子がこの実験の存在を知ったのは第8次以前である模様。
実験の性質上遺体が出るので、隠蔽工作が間久部所長の指示で行なわれている。
第11次殺人実験
千歌たちが10人となったことを踏まえて彼女たちを5人ずつに分け、各チームに「花嫁」として白のウェディングドレス姿の千歌と黒のウェディングドレス姿の小夜子を配置し、残りの4人ずつに自チームの「花嫁」を殺害させるという趣向が取られている。また、チーム内の4人のうち1人にはミクロンレベルの毒カプセルが血管に注入されており、助かるには時間切れとなる45分以内に「花嫁」を殺害する必要がある。一方、「花嫁」が助かるには時間切れまで逃げ延びるか自チームの4人を殺害する必要があるため、いずれにしても各チームに必ず1人は死者が出る。
第12次殺人実験
開始以前の日に男性の受刑者たち10人に千歌たち10人への強姦を教唆し、前者の欲望と後者の不安を高めた（吾妻刑務官が勝手に千歌たち9人の救助に動いたため強姦は未遂に終わった。ただしカレンを除く）後、当日には双方を廃村へ配置して交戦させるという趣向が取られている。10人は2人組に分けられている。
男性受刑者10人には彼女たちを死刑囚として殺害させるという理由で間久部から実弾仕様の銃器類などが与えられている。だが本当の目的は逆で、発症中のメデューサ10人に男性受刑者10人を殺害させるためである。

ベース
「殺人実験」の際に千歌たちを支配する別人格「マーダーモデル」の基礎となった、実在の殺人鬼の総称。ミラーニューロンを利用し、千歌たちに植えつけられている。
本来、別人格は表に出てこないものであるが、メデューサ症候群を発症させるための投薬やプログラム、そして「殺人実験」を重ねるうち、本人の人格に影響を与えながら融合していく。

### 組織
羽黒刑務所
後述。

五菱日本重工（）
羽黒刑務所の運営に深く関与している民間会社。設立協力だけでなく人員派遣も担当しているが、その裏では間久部など一部の関係者と結託して内部構造を改変し、千歌たちにメデューサ症候群を意図的に発症させデータを取るという「殺人実験」を行なわせている。
道隆の予測では、表向きに派遣した者たちとは別に「殺人実験」の関係者たちを30人近く派遣し、所内のどこかに潜伏させている模様である。

天童組（）
広域暴力団「明石会」系列のヤクザ組織。サンクチュアリ号には水野の組長就任の内祝いのため、主だった組員たち35人が乗り込んでいたが、五菱日本重工の社長に切り捨てられた水野ごと、千歌たちメデューサのターゲットにされる。
武闘派を謳い、柔道5段の水野を始め構成員は戦闘に長けた者たちが多い。
船内での激戦を経て32人が死亡、仁奈と神崎が生き残り、紅花が離脱した。大幅な弱体化を迎えるが、新組長仁奈と神崎が立て直しを図っている。五菱としては扱いやすくなったことから関係が修復され、上部団体への資金提供や根回しによる組織の立て直しが行なわれている。

真聖教団（）
逆三角形に覗く目を絡み合う2匹のヘビが囲むといったシンボルマークのもと、Y県神無村に本部を構える新興宗教団体。
全国に支部をいくつも構え、特に近年は信者を大幅に増やしつつある。五菱日本重工とは違うアプローチでミラーニューロンを研究しているという。
対天童組戦以降の1か月間にメデューサ症候群を発症した少女たちを、野良メデューサや真希を用いて次々と殺害していることから、挑発と判断した香澄から千歌たち8人に野良メデューサの全滅が命じられることとなる。五菱との交戦を経て、教祖と僧正が死亡し、幹部とダーキニーもほぼ全滅し大幅に弱体化した。しかし五菱側メデューサたちも死を装う形で五菱を裏切り教団の庇護下に与することとなる。2代目教祖には犬養まり亜が就任し、教団の再興と五菱の打倒を掲げることとなる。
信者や野良メデューサが「唵 荼枳尼 薩婆訶」（）との聖音を用いているほか、以下の呼称からも、真言宗系仏教・密教・インド神話からの引用が見られる。
ダーキニー
真聖教団の龍野製メデューサのこと。名称はインド神話における鬼女にして仏教における荼枳尼天に由来する。名が判明するまでは暫定的に「野良メデューサ」と呼ばれていた。男性型はダーカと呼称される。
教祖に選ばれた少年少女が成る。選ばれる際には何日もの断食を命じられ、その間は教祖から与えられる「聖水」しか口にできない。
洗脳の結果、マーダーモデルの人格だけでなく殺人鬼の記憶も植えつけられている。

### 舞台
羽黒刑務所（）
五菱日本重工による協力を得て造られた、日本初のLB級女子刑務所で対真聖教団戦までの千歌たちの拠点。瀬戸内海のとある孤島に存在しており、メデューサ症候群を経て凶悪殺人を犯した女性たち9人が、日本各地から収容されている。
女子刑務所の過剰収容の緩和を目的とした官民協働刑務所（現実世界では、島根県の島根あさひ社会復帰促進センターや山口県の美祢社会復帰促進センターなどが相当する）の1つであり、受刑者100人を収容可能な棟が3つ建っているが、物語開始時点ではまだ試用期間にあり、受刑者は千歌を含めて9人のみと少ない。日本初ということからも慎重に少しずつ受刑者を増やし、1年後の本格始動を目指している、というのが建前である。
フェンスは高さ5 - 7mで敷地を3重に囲むうえに振動センサー付き、監視カメラは15m間隔で取り付けられているほか、フェンス前には遮光式の赤外線センサー、敷地内には拡散式のレーザーセンサーがそれぞれ張り巡らされている。
CTをはじめ金属探知機や薬物検知機などのハイテク機器が備えられており、入所時の身体検査すら脱衣せずに行なえる。受刑者たちには後述のブレスレットを左手首に、耳錠を左耳にそれぞれ取りつけることが義務づけられているが、その代わりに所内をある程度は自由に出歩けるようになっている。また、それぞれに個室が与えられている（ただし、夜中はドアが電子錠で施錠され、廊下へ出られなくなる）うえ、食事は大半の食材を海上ファームでの刑務作業による半自給自足で豪華に食べ放題と、前述の目的に合致しない一面があり、小夜子に不審を抱かれている。
一般刑務所と同様に作業報奨金が発生する刑務作業こそあるものの常駐の購買課はまだ開設されていないことから、受刑者が必要な物資はヒゲ爺を介して商会から仕入れる。刑務所ゆえに検閲を通す必要があるうえ、インターネットは利用できないが、本はおろかテレビ・タブレット・ゲーム機などの所持は許可されている。また、受刑者と外部の者の面会も可能であるが、入所の経緯もあって面会を申し込む者はおらず、道隆が最初となった。
所外ではかつての島民に飼われていた数羽のクジャクが野生化しており、カラスのようにゴミを漁っては業者に追い払われている。
刑務官や警備員など20人が住み込みで勤務しており、そのうち矯正局の刑務官6人、五菱日本重工の警備員6人の計12人が受刑者たちの処遇を担当している。そして後述の「殺人実験」の際には真相を隠蔽するためにも必ず、刑務官より早く警備員が現場に駆けつけている。住み込みではない給食やハウスクリーニングなどの業者も含めれば、30人以上が出入りしている。
医療センター、矯正プログラム室、中央センター（管理施設）、研究室、懲罰房、体育館などが存在する。
羽黒刑務所が建つ孤島は北西と南東に伸びたラッカセイのような形状であり、羽黒刑務所は孤島の南東側、海上ファームや港は羽黒刑務所の南側や西側に存在するほか、孤島の北西側には「第12次殺人実験」の舞台となる砲台跡や旧集落が存在する。
なお、山田のTwitterによれば、孤島は大久野島や宇治島など、瀬戸内海のいくつかの島をモデルとしているという。

サンクチュアリ号
クルーズ船。全長198メートル、幅25メートル、12階建ての船体に、ゲームセンター、フィットネスジム、プール、映画館などが入居している。
千歌たちは水野智己を抹殺するという実戦テストを兼ねた任務を課せられた。監視カメラは高木によってダミー映像に切り替えられており、一般客には気づかれないようにされているが、千歌たち10人には毒薬が投与されており、任務の放棄や船外への脱出は不可能となっている。船底には香澄による証拠隠滅の切り札として爆弾が仕掛けられる。
船体は、全長の数値こそ延長されているものの日本クルーズ客船のぱしふぃっくびいなすに酷似しており（同船は全長183.4メートル）、内部施設の種類や配置も一致している。

神無村（）
真聖教団が本部を構えるY県の村。五菱の協力者がおらず干渉しづらい。村の経済は完全に教団の管理下にある。出家信者たちが甲州九龍城に、在家信者たちが昔ながらの民家にそれぞれ暮らしている。
人口が少ないため、学校は中高一貫校で1学年に1クラスしかなく、また信者が頻繁に引っ越してくるため転校生も多い。
甲州九龍城（）
真聖教団の本部が置かれている巨大な建物。かつて過疎化を経て住民不在となった団地が教団に買い上げられ、何度もの違法増築を経て1つの巨大な建物と化した結果、かつて香港に実在していた九龍城のような外形と化しているうえ、その頂点にはピラミッド状の神殿が建っている。

### 羽黒のアイテム
ブレスレット
受刑者たちの左手首に取りつけられている黒いブレスレット。羽黒刑務所への入所時に取り付けられた際の千歌の台詞によれば重量は軽く、識別装置やGPSが内蔵されており、パーソナルナンバーが表記されている。
対天童組戦までは常時取り付けられていたが、五菱日本重工の協力者が存在しない神無村への数週間を要する潜入任務を兼ねた対真聖教団戦の際には、耳錠と同じく外されて後述のマイクロチップが代用されている。

耳錠
受刑者たちの左耳に取りつけられている。位置情報を24時間発信し続ける耳かけ型補聴器似のものを特殊な生体用接着剤で貼りつけるようになっており、専用のリムーバーでしか剥がせない。
矯正プログラム用のVRHMDとも連動して使用時には点滅する、実は「殺人実験」に必要であり、千歌たちには発火薬で活性化されたミラーニューロンへ電気信号に変換したマーダーモデルのデータを繰り返し送信して脳に直接「見せる」ことにより、殺人鬼の人格を固定している。
対真聖教団戦の際には、ブレスレットと同じく外されてマイクロチップが代用されている。

スイッチ
メデューサに用意された衣装。傍目にはコスプレのように見えるが、メデューサ症候群を発症させられた千歌たちの精神を開放させ、殺人鬼の力をより強く引き出させる役割を持つ。

発火薬
「殺人実験」に際し、千歌たちのミラーニューロンを活性化させてメデューサ症候群の発症（香澄たち曰く「発火」）を促進する薬剤。第12次までは当初は食事への混入や精神安定剤への偽称などの方法で千歌たちは知らないうちに投与されていたが、対天童組戦を経て彼女たちの人格融合がさらに進行したことからも、対真聖教団戦では注射器やカートリッジの入ったキットを小夜子が持たされており、有事の際に用いることによって任意で発症できるようになっている。

シナプス・リポジショナー
香澄が千歌たちなど被験者の記憶を消去するために用いる装置。羽黒刑務所に試作機1台だけが設置されている。
拘束帯付きの椅子に被験者を固定し、脳の記憶部位にレーザーをピンポイント照射することによってシナプスの結合を弱め、特定の記憶を思い出せなくする。これにより、被験者は特定の記憶（「殺人実験」当日の午前0時以降の出来事など）を思い出せなくなっている。

マイクロチップ
対真聖教団戦に際し、香澄が千歌たち8人の動向を把握するという用途で彼女たちの後頭部に埋め込んだマイクロチップ。前述の理由からブレスレットや耳錠の代用となっている。反逆に備えて毒が仕込まれている。
最終的に、チップと毒を龍野医師が摘出したことで、カチュア以外の全員が五菱・羽黒の支配下から解放された。

## 書誌情報
電子書籍版も同時発売。加筆修正のほか、巻によってはおまけ漫画が巻末に新規収録されている。
- 山田恵庸『サタノファニ』 講談社〈ヤンマガKCスペシャル〉、既刊34巻（2025年6月6日現在）
  1. 2017年6月6日初版発行（同日発売[23]）、ISBN 978-4-06-382979-2
  2. 2017年8月4日初版発行（同日発売[24]）、ISBN 978-4-06-510073-8
  3. 2017年11月6日初版発行（同日発売[25]）、ISBN 978-4-06-510345-6
  4. 2018年3月6日初版発行（同日発売[26]）、ISBN 978-4-06-511101-7
  5. 2018年5月7日初版発行（同日発売[27]）、ISBN 978-4-06-511449-0
  6. 2018年8月6日初版発行（同日発売[28]）、ISBN 978-4-06-512412-3
  7. 2018年10月5日初版発行（同日発売[29]）、ISBN 978-4-06-513116-9[注 17]
  8. 2019年1月4日初版発行（同日発売[31]）、ISBN 978-4-06-514215-8
  9. 2019年4月5日初版発行（同日発売[32]）、ISBN 978-4-06-515193-8
  10. 2019年7月5日初版発行（同日発売[33]）、ISBN 978-4-06-516368-9[注 18]
  11. 2019年10月4日初版発行（同日発売[34]）、ISBN 978-4-06-517345-9
  12. 2020年2月6日初版発行（同日発売[35]）、ISBN 978-4-06-518491-2
  13. 2020年5月7日初版発行（同日発売[36]）、ISBN 978-4-06-519598-7
  14. 2020年8月5日初版発行（同日発売[37]）、ISBN 978-4-06-520459-7
  15. 2020年11月6日初版発行（同日発売[38]）、ISBN 978-4-06-521331-5
  16. 2021年2月5日初版発行（同日発売[39]）、ISBN 978-4-06-522280-5
  17. 2021年6月4日初版発行（同日発売[40]）、ISBN 978-4-06-523346-7
  18. 2021年8月5日初版発行（同日発売[41]）、ISBN 978-4-06-524345-9
  19. 2021年11月5日初版発行（同日発売[42]）、ISBN 978-4-06-525855-2
  20. 2022年2月4日初版発行（同日発売[43]）、ISBN 978-4-06-526832-2
  21. 2022年5月6日初版発行（同日発売[44]）、ISBN 978-4-06-527801-7
  22. 2022年8月5日初版発行（同日発売[45]）、ISBN 978-4-06-528794-1
  23. 2022年11月4日初版発行（同日発売[46]）、ISBN 978-4-06-529798-8
  24. 2023年3月6日初版発行（同日発売[47]）、ISBN 978-4-06-531062-5
  25. 2023年6月6日初版発行（同日発売[48]）、ISBN 978-4-06-531977-2
  26. 2023年9月6日初版発行（同日発売[49]）、ISBN 978-4-06-533011-1
  27. 2023年12月6日初版発行（同日発売[50]）、ISBN 978-4-06-533929-9
  28. 2024年2月6日初版発行（同日発売[51]）、ISBN 978-4-06-534609-9
  29. 2024年4月5日初版発行（同日発売[52]）、ISBN 978-4-06-535366-0
  30. 2024年6月6日初版発行（同日発売[53]）、ISBN 978-4-06-535824-5
  31. 2024年8月6日初版発行（同日発売[54]）、ISBN 978-4-06-536539-7
  32. 2024年11月6日初版発行（同日発売[55]）、ISBN 978-4-06-537448-1
  33. 2025年2月6日初版発行（同日発売[56]）、ISBN 978-4-06-538458-9
  34. 2025年6月6日発売[57]、ISBN 978-4-06-539943-9
- 山田恵庸『サタノファニ 妖艶彩色本・極』 講談社〈プレミアムKC〉、2021年6月4日発売[58]、ISBN 978-4-06-521332-2